# Астраханочка
«Астраханочка» — российский женский гандбольный клуб из Астрахани. Основан в 1993 году. Чемпион страны, серебряный и бронзовый призёр Кубка страны, финалист Суперкубка страны.

## История
1993 — год образования женской гандбольной команды «Астраханочка» под руководством тренера Надежды Гарифулловны Бадрединовой.
1993/1994 — команда дебютировала в первой лиге, а уже через два года вышла в высшую лигу чемпионата России.
1997/1998 — команда занимает первое место в высшей лиге, что дало право на переход в Суперлигу.
1998/1999 — в Суперлиге команда занимает восьмое место.
1999/2000 — 10-е место среди 12 команд.
2000/2001 — по итогам сезона команда занимает 9-е место.
2001/2002 — команда занимает 7-е место в чемпионате.
2002/2003 — по итогам сезона «Астраханочка» впервые финишировала в шестерке сильнейших команд России.
2003/2004 — 5-е место в чемпионате России.
С 2004 года команда участвует в розыгрыше Кубка Европейской гандбольной федерации.
2004—2005 Команда нацелена на бронзовые медали, но драматично складывается финал сезона. Дважды спор за «бронзу» мог решиться в пользу «Астраханочки», но не выигран важный домашний матч у непосредственного конкурента — «Ростов-Дона», а затем ничья с «АГУ-АДЫИФ», в итоге, 4 место.
В сезоне 2009/2010 «Астраханочка» заняла 9-е место в турнирной таблице чемпионата России.
В августе 2010 года в целях поддержания и развития женского гандбола в Астраханской области принимается решение о включении женской гандбольной команды в структуру автономного учреждения Астраханской области "Спорткомплекc «Звездный». Руководителем команды назначен ЗТР Геннадий Лебедев. На пост тренера приглашен заслуженный тренер России, тренер национальной сборной России — Вячеслав Кириленко. И этот сезон для команды завершился достижением поставленной задачи, «Астраханочка» уверенно заняла 5 место и вновь получила право выступать на европейской арене. В сезоне 2011/2012 команда стала шестой и вновь примет участие в розыгрыше Кубка ЕГФ.
Курс руководства команды на успех остается неизменным и в нынешнем сезоне. В «Астраханочку» вернулись воспитанницы астраханского гандбола Эмилия Турей и Наталья Курбанова. Были приглашены новые игроки из национальных сборных Сербии, Белоруссии и Украины. Однако, основную ставку тренеры все же делают на свои, молодые, кадры. Из дублирующей команды в основной состав перешли перспективные игроки.

### Сезон 2013/2014
Перед началом юбилейного двадцатого сезона команды губернатор Астраханской области Александр Жилкин поставил перед командой цель — выиграть золотые медали чемпионата России. Перед началом нового сезона к команде присоединились: капитаны сборных Черногории и Хорватии — Мария Йованович (серебряный призёр Олимпиады-2012) и Миранда Татари, а также Карина Ёжикова (член сборной Белоруссии). Из российских клубов перешли опытные игроки Марина Ламбевска и Екатерина Гребёнкина. По ходу сезона к команде присоединилась чемпионка мира 2005 и 2007 года Полина Кузнецова (Вяхирева). Вместо Натальи Курбановой (которая завершила карьеру) капитаном стала Санела Кнезович. В чемпионате России, в плей-офф (до трех побед) проиграли в 1/4 финала Звенигородской «Звезде» 1-3. Теперь Астраханкам придётся играть в матчах за 5-8 места. Зато 2 марта гандболистки из Астрахани впервые в двадцатилетней истории команды вышли в полуфинал Кубка ЕГФ, обыграв по сумме двух встреч немецкую команду «Байер 04» из Леверкузена. Обе игры проходили в Астрахани. Первую игру выиграли со счетом 30-28, вторую со счетом 28-25. За две игры больше всех мячей в составе Астраханок забила Карина Ёжикова — 15 (8+7). В полуфинале соперником команды стала «Лада» (Тольятти). По сумме двух встреч (53:55) в финал прошла «Лада». По итогам сезона команда из Астрахани заняла 5 место.

### Сезон 2014/2015
В сезоне 2014/2015 на должность главного тренера назначен Михаил Серёгин — тренер молодёжной и национальной сборных России. Вячеслав Кириленко, занимавший этот пост в прошлом сезоне, остался в команде в качестве тренера-консультанта. Ряды «Астраханочки» в межсезонье пополнили: Валентина Гончарова (ГК «Динамо-Синара», Волгоград), Яна и Виктория Жилинскайте, Ольга Горшенина, Екатерина Смирнова (все — ГК «Лада», Тольятти), Ирина Никитина (ГК «Будучность», Черногория), Ирина Клименко, Анна Вяхирева (ГК «Звезда», Звенигород), Диана Ильина (ГК «Гомель», Белоруссия). В команду привлечены молодые перспективные игроки из астраханской школы гандбола, готовятся кадры для юниорской и молодёжной сборных страны. Летом 2014 года игроки «Астраханочки» Эвелина Аношкина, Анна Вяхирева, Кира Трусова и Ирина Клименко стали серебряными призёрами молодёжного чемпионата мира. Анастасия Рябцева и Карина Сабирова стали серебряными призёрами юношеских Олимпийских игр, которые прошли в Китае. По итогам предсезонной подготовки «Астраханочка» стала серебряным призёром международного турнира памяти Томаса Якубка, а также выиграла бронзовые медали на международных турнирах в Румынии: «Байя Маре Чемпион Трофи» и «Бухарест Трофи». В сезоне 2014/2015 «Астраханочка» впервые в своей истории выиграла медали Чемпионата России, став бронзовым призёром!

### Сезон 2015/2016
При подготовке к чемпионату 2015/2016 благодаря грамотной трансферной политике руководства удалось сохранить основной костяк команды. Ряды «Астраханочки» также пополнили: серебряный призёр Чемпионата Мира среди молодежи-2014, обладательница Суперкубка России Кристина Кожокарь (ГК «Звезда», Звенигород) и игрок сборной Белоруссии Яна Емельяненко (ГК «Гомель», Белоруссия). Игроки нашей команды составляют основу сборных России всех возрастов. Так в 2015 г. сразу 10 игроков «Астраханочки» привлекались в состав национальной сборной команды. Полина Кузнецова внесла существенный вклад в победу сборной России над командой Германии в отборочных матчах к Чемпионату мира-2015. Анна Вяхирева, Валентина Гончарова и Эвелина Аношкина стали победительницами XXVIII всемирной летней Универсиады в Кванджу (Республика Корея). Анастасия Рябцева, Карина Сисенова, Виктория Шичкина стали обладательницами серебряных медалей континентального первенства 2015 г. в Испании. Сразу восемь игроков «Астраханочки», среди которых Карина Сабирова, Милана Таженова и Анна Шапошникова, в составе юниорской сборной России стали победителями юношеского европейского Олимпийского фестиваля (Грузия) и обладателями «серебра» Чемпионата Европы-2015 в Македонии. По итогам прошедшего сезона спортивное звание «мастер спорта» получили: Кристина Тарасова, Кира Трусова, Ирина Снопова, Светлана Кремнева, Екатерина Зеленкова, Светлана Шевелева, Милана Таженова и Светлана Иванова. По итогам всемирной Универсиады звание «мастер спорта международного класса» получили: Анна Вяхирева, Валентина Гончарова и Эвелина Аношкина. В составе сборной России на Чемпионате мира-2015 в Дании высокие результаты показали четыре игрока «Астраханочки»: Анна Вяхирева, Полина Кузнецова, Яна Жилинскайте и Виктория Калинина. Анна Вяхирева стала лучшим бомбардиром сборной (52 мяча) и трижды признавалась лучшим игроком матчей с участием национальной команды. С января 2016 г. тренером-наставником «Астраханочки» назначен главный тренер сборной России Евгений Васильевич Трефилов. Также в составе нашей команды возобновила спортивную карьеру трехкратная чемпионка мира, серебряный призёр Олимпийских Игр-2008 Людмила Постнова. В феврале «Астраханочка», обыграв «Уфу-Алиса», впервые в своей истории оформила выход в «финал четырёх» Кубка России. 8 игроков «Астраханочки» вошли в расширенный состав сборной России на олимпийский квалификационный турнир, прошедший в марте 2016 г. в Астрахани. Трое из них вышли на площадку в стартовом матче против сборной Польши. Во многом благодаря высококлассной игре Виктории Калининой, Людмилы Постновой и Анны Вяхиревой (последняя стала лучшим игроком матча) сборная России одержала важную победу, повысив свои шансы на участие в Олимпийских Играх-2016. Оставшиеся два матча завершились уверенными победами нашей сборной над соперницами из Мексики и Швеции. Сборная России выиграла квалификационный турнир и завоевала право стать участницей Олимпийских игр-2016 в Рио-де-Жанейро.
В финальном этапе Чемпионата России наша команда не оставила шансов сначала «Кубани» (г. Краснодар), а затем и «Ладе» (г. Тольятти) и впервые в своей истории вышла в финал национального первенства, где в двух матчах обыграла действующего чемпиона России «Ростов-Дон»(г. Ростов-на-Дону). Итогом этого захватывающего противостояния стали золотые медали Чемпионата России — первые для астраханского женского гандбола. Благодаря этому успеху «Астраханочка» впервые в своей истории получила право участвовать в розыгрыше Лиги Чемпионов EHF. Также золотые медали первенства среди дублирующих составов завоевали гандболистки «Астраханочки-2»
Через несколько дней в Астрахани прошел «финал четырёх» Кубка России. «Астраханочка» в борьбе за выход в финал встречалась с краснодарской «Кубанью». Новоиспеченный чемпион не испытал видимых проблем и вышел в финал, где его снова ожидала встреча с «Ростов-Доном». На этот раз в упорной борьбе победа досталась ростовчанкам, «Астраханочка» завоевала серебряные медали

### Сезон 2016/2017
Летом 2016 года команда стала главным поставщиком игроков в сборные России по всем возрастам. В общей сложности 20 игроков «Астраханочки» приняли участие в молодёжном и юношеском Чемпионатах мира, Чемпионате Европы среди студентов, а также главном старте четырёхлетия — Олимпийских играх−2016 в Рио-де-Жанейро.
В июле 2016 г. в Москве прошел Чемпионат мира по гандболу среди девушек не старше 20 лет. В состав молодёжной сборной России вошли три игрока нашей команды: Анастасия Рябцева, Карина Сисенова и Карина Сабирова. «Молодежка» дошла до финала, где в дополнительное время уступила сборной Дании. Астраханки привезли домой «серебро» московского мундиаля.
А неделей позже в борьбу за звание сильнейшей команды мира включилась юниорская сборная России. Подопечные Вячеслава Кириленко по ходу турнира не потерпели ни одного поражения и в финале встречались с извечными соперницами — датчанками. Российские гандболистки выиграли решающий поединок и заслуженно завоевали золотые медали. В состав «золотой» сборной вошли шесть игроков «Астраханочки»: Екатерина Зеленкова, Карина Сабирова, Светлана Иванова, Софья Игнатович, Милана Таженова и Светлана Кремнева. Карина Сабирова четырежды признавалась лучшим игроком матчей с участием сборной России. Также по итогам турнира Карина была признана самым ценным игроком (MVP) чемпионата.
С 5 по 20 августа в Бразилии проходил женский гандбольный турнир XXI летних Олимпийских игр. Команда Евгения Трефилова одержала восемь побед из восьми возможных и триумфально завершила турнир, завоевав «золото». В финальной игре приняли участие четыре игрока «Астраханочки». Анна Вяхирева забросила 5 мячей, её сестра, Полина Кузнецова, отличилась 4 раза, надежно в обороне отработала Виктория Жилинскайте, ворота защищала Виктория Калинина. Гандболистки «положили» 14-е «золото» в копилку Олимпийской сборной России. По итогам турнира в символическую Олимпийскую сборную были включены два игрока «Астраханочки». Полина Кузнецова была признана лучшим левым крайним. Она приняла участие во всех 8 играх и забросила 30 мячей в ворота соперниц. Её сестра, Анна Вяхирева, признана самым ценным игроком (MVP) олимпийского гандбольного турнира. Анна — лучший бомбардир в составе сборной России, на её счету 36 голов.
В летнее трансферное окно команду покинул ряд игроков: Карина Ёжикова («Деберецен», Венгрия), Ирина Снопова («Лада», Тольятти), Кристина Тарасова («Загноспор», Турция), Мария Рачителева («Баку», Азербайджан), Анна Вяхирева («Ростов-Дон», Россия), Екатерина Смирнова («Кубань», Краснодар), Эвелина Аношкина («Динамо-Синара», Волгоград). Также должность тренера-консультанта покинул Евгений Трефилов, возглавивший краснодарскую «Кубань». Команду пополнили: разыгрывающие Кристина Лисчевич («СИМА-Ваци», Венгрия), Наталья Чигиринова («Лада», Тольятти (свободный агент)) и вратарь Анастасия Ваганова («АГУ-АДЫИФ», Майкоп). Также после тяжелой травмы возобновила спортивную карьеру воспитанница астраханской школы гандбола Дарья Чаплыгина (Богданова). Должность главного тренера команды сохранил Михаил Серёгин, помогать ему в этом сезоне будет Дмитрий Бунтов. В августе команда провела учебно-тренировочный сбор в Черногории, в рамках которого «Астраханочка» провела два товарищеских матча с участником «финала четырёх» прошлогоднего розыгрыша Лиги Чемпионов EHF «Будучностью». Оба матча завершились победой нашей команды.
Официальный старт сезона 2016/2017 гг. обновленная «Астраханочка» взяла 3 сентября в Ростове-на-Дону, где уступила «Ростов-Дону» в матче за Суперкубок России. Незадолго до этого стало известно, что покинут команду и продолжат свою карьеру в «Кубани» 7 игроков основного состава «Астраханочки» (включая трех олимпийских чемпионок): Полина Кузнецова, Виктория Калинина, Яна и Виктория Жилинскайте, Ольга Горшенина, Валентина Гончарова и Кристина Лисчевич. В сентябре был подписан контракт с левым полусредним Кристиной Сорокиной («Ростов-Дон-2», Ростов-на-Дону), а в конце октября о своем возвращении в состав «Астраханочки» объявила Чемпионка России 2015/2016 Мария Рачителева.
В конце августа была проведена жеребьевка предварительного этапа Лиги Чемпионов EHF. «Астраханочка» попала в группу B вместе с македонским «Вардаром», венгерским «Ференцварошем» и немецким «Лейпцигом» (победитель квалификации).
15 сентября «Астраханочка» взяла старт в Лиге Чемпионов EHF. Соперником в стартовом домашнем матче стал «Лейпциг». В упорной борьбе победу праздновали астраханки. Первый мяч «Астраханочки» в розыгрыше Лиге Чемпионов EHF забросила Наталья Чигиринова.
По итогам предварительного этапа Лиги Чемпионов EHF «Астраханочка» заняла третье место в группе B и продолжила борьбу в основном этапе турнира. За выход в четвертьфинал астраханские гандболистки поспорят с македонским «Вардаром», венгерским «Ференцварошем», черногорской «Будучностью», немецким «Тюрингером» и французским «Метцем». По итогам основного турнира, «Астраханочка» заняла последнее место в группе, набрав 2 очка в 10 встречах.
В регулярном чемпионате России Астраханочка заняла 3 место, и в плей-офф встречалась с подмосковной «Звездой», где уступила по итогам трех встреч (77:82). В утешительном раунде за 5-8 места, «Астраханочка» обыграла московский Луч 2-0 (53:50), но в финальном матче за 5 место уступила волгоградскому Динамо-Синаре 0-2 (52:60) и заняла по итогам сезона 6 место. В Кубке России Астраханочка дошла до полуфинала, где уступила будущему обладателю Кубка «Ростов-Дон» (20:42), но в матче за бронзу была обыграна подмосковная «Звезда» (34:30). По окончании сезона в отставку был отправлен главный тренер Михаил Серёгин.

### Сезон 2017/2018
Перед новым сезоном «Астраханочку» возглавил Георгий Заикин, который до этого возглавлял мужской клуб «Динамо» из Астрахани. В новый тренерский штаб также вошли тренер вратарей Михаил Измайлов и играющий тренер Людмила Постнова. Первым трансфером при Заикине стал переход Евгении Петровой из волгоградского «Динамо». Также ряд астраханской команды пополнили Анна Кочетова, Ирина Антонова, Алёна Ихнева, Дарья Самохина и Елизавета Малашенко. Перед стартом сезона команда провела учебно-тренировочный сбор в Черногории, в рамках которого «Астраханочка» провела четыре товарищеских матча с черногорской «Будучностью», где в двух матчах одержала победу.
В июле была проведена жеребьевка второго раунда Кубка ЕГФ. По результатам жеребьевки 2 раунда Кубка ЕГФ «Астраханочка» встретится с командой, которая займет 4 место во второй квалификационной группе Лиги чемпионов, в которой сыграют «Тюрингер» (Германия), «Хорс» (Швеция), «Хипо» (Австрия) и «Атлетико» (Испания). Позднее, определился соперник «Астраханочки» во 2 раунде Кубка ЕГФ. Им стал испанский «Атлетико». В первом матче, астраханская команда одержала победу со счетом 28:25. В ответном матче, «Астраханочка» только закрепила успех, одержав победу 33:30, и по сумме двух матчей вышли в 3 раунд. По результатам жеребьевки, за выход в групповой этап Кубка ЕГФ «Астраханочка» будет встречаться с краснодарской «Кубанью». В первом матче, астраханский клуб одержал минимальную победу (29:27), но в ответном матче матче уступила (27:33) и вылетела за шаг до группового этапа Кубка ЕГФ.
По итогам чемпионата «Астраханочка» заняла второе место, уступив тольяттинской «Ладе» по дополнительным показателям. В плей-офф, в четвертьфинале «Астраханочка» уверенно обыграла ижевский «Университет» 2-0 (74:45), но в полуфинале в обеих матчах уступила будущему победителю — «Ростов-Дону» (57:65). В матче за бронзу чемпионата, «Астраханочка» добыла победу, обыграв в серии 2-1 (78:70), и завоевала бронзовые медали чемпионата. В Кубке России, астраханский клуб также взял бронзу, обыграв волгоградское «Динамо-Синара» 27:24. По итогам сезона, Дарья Самохина стала лучшим левым крайним по итогу сезона-2017/18.

### Сезон 2018/2019
В летнем межсезонье, астраханский клуб не стал делать каких-либо глобальных изменений, сохранив практически весь состав прошлого сезона. Исключением стала лишь Наталья Чигиринова, которая покинула ряды «Астраханочки» и теперь будет защищать цвета хорватского клуба «Подравка». Её место займет Ирина Снопова. Также по окончании сезона команду покинули Людмила Постнова и Екатерина Левша. Постнова вошла в тренерский штаб команды. А Екатерина Левша объявила о завершении игровой карьеры по личным причинам.
По результатам жеребьевки Кубка ЕГФ «Астраханочка» во втором рауде сыграет с победителем пары «Груде» (Босния и Герцеговина) — « Метцинген» (Германия). По результатам двух встреч, соперником «Астраханочки» стал немецкий клуб «Метцинген». В первом матче, «Астраханочка» минимально уступила немецкому клубу 26:27. В ответной встрече, немецкий клуб не оставил шансов астраханскому клубу, обыграв 38:26. «Астраханочка» завершила выступление в Кубке ЕГФ. В октябре ряды «Астраханочки» покинула Кристина Кожокарь, перейдя в «Ростов-Дон». В феврале руководство команды неожиданно расторгает контракт с главным тренером Георгием Заикиным. Возвращается Екатерина Левша из Метца. Новым главным тренером «Астраханочки» становится черногорский специалист Влатко Джонович.
В четвертьфинале Кубка России, астраханский клуб выбил подмосковный «Луч», но в полуфинале уступил тольяттинской «Ладе». И матч за бронзу, «Астраханочка» проиграла «Звезде» и впервые за два года осталась без медалей Кубка.
«Астраханочка» заняла 4 место по итогам Чемпионата. В четвертьфинале плей-офф, «Астраханочка» уступила подмосковной «Звезде» в серии 1-2 (84:89). В утешительном раунде за 5-8 места, астраханский клуб обыграл всех своих соперников и заняла 5 место по итогам сезона. Дарья Самохина снова стала лучший левой крайней Чемпионата России.

### Сезон 2019/2020
Перед стартом сезона «Астраханочка» получила «wild card» от организаторов Кубка ЕГФ, и получила право на участие в турнире. Астраханочка должна начинать турнир с 1 раунда. Соперником «Астраханочки» в 1 раунде Кубка ЕГФ стал израильский «Маккаби». В случае победы, «Астраханочка» сыграет с немецким «Букстехуде». В летнее межсезонье ряды астраханского клуба пополнила Мария Гафонова из «Лады», а также бразильская разыгрывающая Дебора Нуньес. В 1 раунде Кубка ЕГФ астраханский клуб без труда прошел израильский «Маккаби» (61:34). Во 2 раунде «Астраханочка» также в двух встречах обыграла «Букстехуде» (53:40), но 3 раунд для «Астраханочки» снова стал непроходимым. В последнем раунде «Астраханочка» встречалась с немецким «Тюрингером». Первый матч в Астрахани, остался за «Астраханочкой» (28:25), но в ответном матче в Германии, сильнее оказался «Тюрингер» и по сумме двух встреч, астраханский клуб снова завершил выступление в Кубке ЕГФ, не дойдя до группового этапа. В зимнюю паузу перешла Екатерина Фанина из «Ставрополья». По итогу предварительного раунда, Астраханочка заняла 4 место, и в плей-офф должна была встретится с подмосковной «Звездой», но из-за пандемии коронавируса чемпионат был приостановлен, а потом досрочно завершен. Окончательные результаты были определены по итогам предварительного раунда. Таким образом, «Астраханочка» заняла 4 место в этом сезоне.

### Сезон 2020/2021
Перед стартом сезона руководство клуба решило сделать ставку на прошлых игроков команды, которые добились с клубом наивысших результатов, а также на перспективных игроков. В команду вернулись вратарь Эвелина Аношкина из Звезды, а также Ирина Никитина перешедшая из Ростов-Дона, которые выступали за клуб ранее. Также состав пополнили Юлия Гаряева, игроки основы сборной Украины Евгения Левченко и Ирина Стельмах, а также игрок хорватской сборной Ана Дебелич. Перед стартом сезона, Астраханочка сыграла в финале четырех Кубка России: в полуфинале «Астраханочка» уступила ЦСКА (23:30), в матче за 3 место одержала победу над «Кубанью» (22:19). Эта кубковая бронза для команды из Астрахани уже четвертая в истории. Новый сезон клуб начал уверенно, одержав девять побед подряд и даже какое то время клуб был лидером чемпионата. В результате жеребьевки 3 отборочного раунда Астраханочка попала на норвежский клуб Мольде. И впоследствии автоматически прошла в групповой этап Лиги Европы, так как норвежский клуб отказался приезжать в Россию. В результате жеребьевки Астраханочка попала в группу с немецким Тюрингером, румынским Байя Маре и норвежским Сторхамаром. 27 декабря, на 69 году жизни скончался спортивный директор Астраханочки Геннадий Лебедев. При нем Астраханочка впервые в истории стала Чемпионом России. Исполняющим обязанности была назначена Дарья Краснова. В четвертьфинале Кубка России, Астраханочка прошла московский ЦСКА и вышла в полуфинал турнира. Этот полуфинал стал шестым подряд.  Через пару дней клуб одержал первую победу в Лиге Европы над немецким Тюрингером. Через некоторое время из строя на долгий срок вылетела Юлия Гаряева. В матче против Ростов-Дона тяжелую травму получила главный лидер команды Карина Сабирова, которая вылетела до конца года. На пост спортивного директора была назначена легенда астраханского гандбола, чемпион мира, серебряный призер Олимпийских игр. Эмилия Турей. По итогам Лиги Европы, Астраханочка заняла второе место в группе, набрав 8 очков и прошла в плей-офф впервые в истории. В марте Астраханочка сыграла в финале четырех Кубка России, проиграв Ростов-Дону в полуфинале (20:30). В матче за бронзу была обыграна звенигородская Звезда (36:27). Эта бронза стала уже пятой в истории. По итогам предварительного чемпионата, Астраханочка закончила на четвертом месте. В четвертьфинале Лиги Европы, Астраханочка уступила венгерскому Шиофоку по сумме двух матчей (54:61) и завершила свое выступление в еврокубках. В четвертьфинале Суперлиги Астраханочка впервые за 3 года вышла в полуфинал, обыграв Звезду по сумме двух матчей (56:49). В полуфинале астраханскому клубу противостоял действующий чемпион России - Ростов-Дон. Игра шла на равных. В середине первого тайма очередную тяжелую травму в клубе получила Елизавета Малашенко. А Астраханочка впоследствии уступила без шансов (25:35). В ответном, ничего не значащем матче, Астраханочка имела шансы зацепиться за победу, но проиграла матч (24:25, в сумме 49:60) и отправилась в утешительный финал за бронзу. В матче за бронзовые медали чемпионата, Астраханочке противостояла тольяттинская Лада. В первом матче астраханский клуб одержал победу 34:29. Ответный матч для астраханок сложился ужасно и пожалуй стал самым худшим матчем за последние года. Клуб уступил 17:32 и остался без медалей чемпионата. После окончания сезона ряд игроков покинул команду: Ирина Стельмах, Дарья Самохина, Юлия Гараяева, Ирина Никитина, Карина Сабирова, Екатерина Левша, Кира Трусова, Ана Дебелич, Евгения Левченко, Карина Ёжикова, а также главный тренер Влатко Джонович.

## Достижения

### Чемпионат России
- Победитель чемпионата России — 2016
- Бронзовый призёр чемпионата России — 2015, 2018, 2024, 2025

### Кубок России
- Серебряный призёр Кубка России по гандболу — 2016, 2025
- Бронзовый призёр Кубка России по гандболу — 2006, 2017, 2018, 2020, 2021

### Суперкубок России
- Финалист Суперкубка России — 2016

### Еврокубки
- Полуфиналист Кубка ЕГФ — 2014

## Состав
По данным официального сайта на 1 апреля 2023

| №  |               | Поз. | Имя                 | Год рождения |
| -- | ------------- | ---- | ------------------- | ------------ |
| 1  | Флаг России   | Вр   | Анастасия Рябцева   | 1996         |
| 3  | Флаг России   | Лин  | Варвара Юрьева      | 1998         |
| 5  | Флаг России   | Кр   | Екатерина Арутюнян  | 1989         |
| 9  | Флаг России   | Кр   | Оксана Бессалая     | 2002         |
| 10 | Флаг России   | Лин  | Ксения Ильина       | 2003         |
| 12 | Флаг России   | Вр   | Арина Прокопьева    | 2003         |
| 13 | Флаг России   | Кр   | Анна Шапошникова    | 1999         |
| 14 | Флаг России   | Лин  | Ксения Закордонская | 2003         |
| 16 | Флаг России   | Вр   | Эвелина Аношкина    | 1994         |
| 17 | Флаг России   | Кр   | Анна Кайнарова      | 2002         |
| 19 | Флаг России   | Лин  | Светлана Кремнева   | 1999         |
| 20 | Флаг Беларуси | Лин  | Ирина Шинкарук      | 1994         |

| №  |             | Поз. | Имя                 | Год рождения |
| -- | ----------- | ---- | ------------------- | ------------ |
| 21 | Флаг России | Пср  | Полина Шаркова      | 1994         |
| 27 | Флаг России | Пср  | Галина Демина       | 2000         |
| 28 | Флаг России | Пср  | Галина Шальнова     | 1996         |
| 33 | Флаг России | Пср  | Софья Романенко     | 2002         |
| 45 | Флаг России | Кр   | Татьяна Гаценко     | 2004         |
| 55 | Флаг России | Кр   | Виктория Шичкина    | 1996         |
| 64 | Флаг России | Пср  | Мария Дудина        | 1998         |
| 77 | Флаг России | Раз  | Виктория Дивак      | 1993         |
| 87 | Флаг России | Пср  | Ирина Корнеева      | 1995         |
| 88 | Флаг России | Вр   | Валентина Дегтярева | 1999         |
| 99 | Флаг России | Лин  | Анна Раздолгина     | 2003         |

### Тренерский штаб
- Алексей Алексеев — главный тренер
- Дмитрий Бунтов — тренер
- Михаил Измайлов — тренер вратарей
- Владимир Плеханов — врач

## Главные тренеры
- Надежда Бадрендинова — (1993—2010)
- Вячеслав Кириленко — (2010—2014)
- Михаил Серёгин — (2014—2017)
- Георгий Заикин — (2017—2018)
- Влатко Джонович — (2018—2021)
- Денис Сайфулин — (2021—2022)
- Алексей Алексеев — (2022—2024)
- Михаил Измайлов — (2024—н. в.)

## Домашняя арена
Гандбольный клуб «Астраханочка» проводит свои домашние игры в спортивно-зрелищном комплексе «Звездный», который расположен в г. Астрахани. Спортивный комплекс имеет вместимость в размере 5000 человек и располагает тренажёрным залом, футбольным и теннисным полем. Также на территории имеется бассейн и аквапарк для взрослых и детей. На территории комплекса имеется стоянка для транспорта.